# Arrozal Treinta y Tres
Arrozal Treinta y Tres ist eine Ortschaft in Uruguay.

## Geographie
Sie befindet sich auf dem Gebiet des Departamento Treinta y Tres in dessen Sektor 3. Arrozal Treinta y Tres liegt wenige Kilometer westlich der Laguna Merín. Südlich verläuft der Arroyo de Ayala. Nächstgelegene größere Ansiedlungen sind General Enrique Martínez im Südwesten und Vergara in nordwestlicher Richtung.

## Einwohner
Arrozal Treinta y Tres hatte bei der Volkszählung im Jahre 2011 344 Einwohner, davon 186 männliche und 158 weibliche.
| Jahr | Einwohner |
| ---- | --------- |
| 1996 | -         |
| 2004 | 432       |
| 2011 | 344       |

Quelle: Instituto Nacional de Estadística de Uruguay